# Moinajärvi
Moinajärvi är en sjö i Finland. Den ligger i kommunen Pello i landskapet Lappland, i den norra delen av landet, 700 km norr om huvudstaden Helsingfors. Moinajärvi ligger 80,4 meter över havet. Den är 3,1 meter djup. Arean är 1,01 kvadratkilometer och strandlinjen är 6,29 kilometer lång. Sjön  ingår i Torne älvs huvudavrinningsområde. 